# Чан Кхоа Дьєн
Чан Кхоа Дьєн (в'єт. Trần Khoa Điển, нар. 25 лютого 1987, Хошимін) — в'єтнамський футболіст, який грав на позиції воротаря. Відомий за виступами в клубах «Хошимін» і «Донгтхап», а також у складі національної збірної В'єтнаму, у складі якої він брав участь у футбольному турнірі Азійських ігор.

## Клубна кар'єра
Чан Кхоа Дьєн народився в місті Хошимін, і розпочав займатися футболом у місцевій команді «Канг Сайгон». У професійному футболі дебютував у 2008 році у складі цього ж клубу, який у 2009 році змінив назву на «Хошимін», та тривалий час був основним воротарем клубу. У 2015 році футболіст перейшов до клубу «Донгтхап», у якому також був основним воротарем клубу. Завершив виступи на футбольних полях у 2018 році.

## Виступи за збірні
У 2008 році Чан Кхоа Дьєн дебютував у складі молодіжної збірної В'єтнаму, в якій грав до 2009 року. У 2010 році в олімпійському варіанті молодіжної збірної Чан Кхоа Дьєн брав участь у футбольному турнірі Азійських ігор. У цьому ж році футболіст дебютував у національній збірній В'єтнаму, проте в головній збірній країни зіграв лише 1 матч.